# Ordine di Santa Maria Maddalena
L'Ordine di Santa Maria Maddalena (Sorores Poenitentes Beatae Mariae Magdalenae) è un antico ordine monastico femminile di diritto pontificio.

## Storia

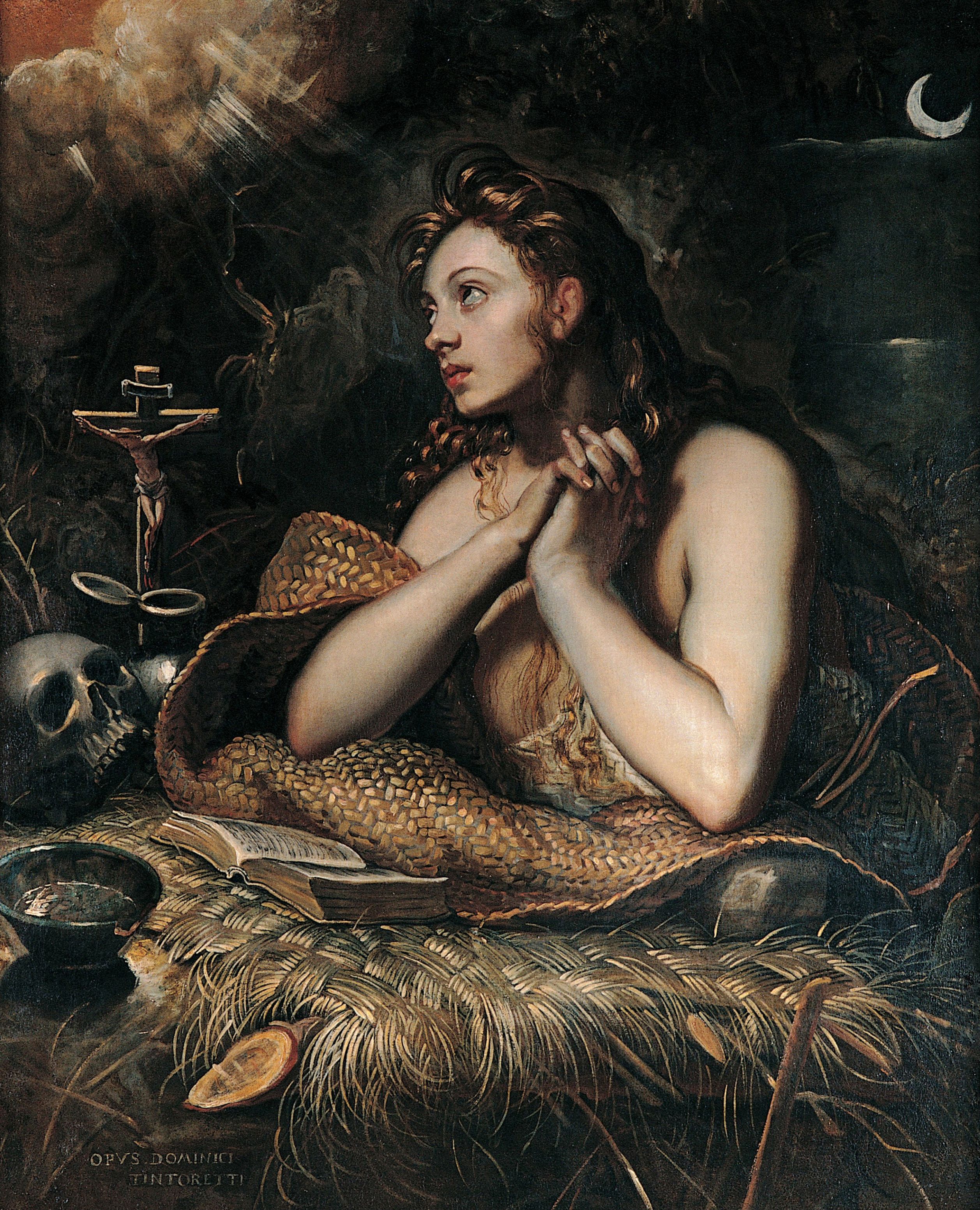
Maddalena penitente di Domenico Tintoretto

L'ordine fu fondato da Rodolfo di Worms, canonico di San Maurizio a Hildesheim. Il cardinale Corrado di Urach, inviato in Germania da papa Onorio III, dopo il sinodo celebrato a Magonza nell'Avvento del 1225 gli affidò la missione di predicare la riforma dei costumi: nel 1226 Rodolfo convinse un numeroso gruppo di prostitute di Worms a cambiare vita e alcune, desiderose di abbracciare la vita religiosa, vennero raccolte in un monastero.
Nel 1227 Rodolfo si recò ad Anagni da papa Gregorio IX che, con la bolla Religiosam vitam eligentibus del 10 giugno 1227, approvò la fondazione dei monasteri di convertite, diede loro la regola di san Benedetto e le costituzioni cistercensi e concesse loro vari privilegi. La regola fu presto sostituita con quella di sant'Agostino e gli statuti da quelli delle domenicane del monastero di San Sisto di Roma.
Fu istituito anche un ramo maschile dell'ordine per la direzione spirituale delle monache e l'amministrazione dei beni temporali dei monasteri: ogni comunità era costituita da un priore, tre sacerdoti e tre fratelli conversi.
Grazie alla protezione pontificia, in pochi anni sorsero monasteri di maddalene a Treviri, Strasburgo, Würzburg, Francoforte, Mühlhausen, Colonia, Ratisbona, Magdeburgo, Spira, Goslar, Magonza, Basilea, Lussemburgo, Bruxelles, Zaum e altri. Tuttavia, la provenienza delle religiose e la debolezza del ramo maschile non consentirono all'ordine di consolidarsi e, già nella seconda metà del XIII secolo, iniziarono a manifestarsi sintomi di decomposizione (si registrarono numerose anomalie amministrative e alcuni monasteri abbandonarono l'ordine passando alle clarisse o alle domenicane).
Nel XIV secolo l'ordine abbandonò la sua natura originale: le religiose non venivano più reclutate tra le prostitute pentite e le donne cadute o pericolanti venivano accolte nel monastero per motivi correzionali per poi essere reinserite nella società. Le monache iniziarono a dedicarsi anche all'educazione delle giovani e all'assistenza agli ammalati.
Agli inizi del XV secolo l'ordine contava ancora una quarantina di case, ma molti monasteri aderirono al movimento protestante o scomparvero nel turbinio politico che lo accompagnò. Le soppressioni di Giuseppe II furono fatali per l'ordine, che si ridusse al solo monastero di Lubań, in Slesia.
Il monastero di Lubań andò distrutto durante la seconda guerra mondiale; nel 1952 le religiose ripresero la vita comune a Seyboldsdorf e in seguito si ristabilirono a Lubań, dove abbandonarono il loro carattere monastico trasformandosi in una congregazione centralizzata.
Nel 2007 l'Annuario pontificio registrava ancora l'esistenza di un monastero di maddalene e di 4 religiose; nell'edizione del 2010 l'ordine non era più menzionato.